# 일렉스오징어속
일렉스오징어속(Illex)은 빨강오징어과에 속하는 오징어 속의 하나이다. 일렉스오징어아과(Illicinae)의 유일속으로 4종을 포함하고 있다. 육식동물로 무척추동물과 작은 물고기를 먹는다. 대체로 약 14°C 이상의 온대 수역에 서식한다.

## 하위 종
- 아르헨티나짧은지느러미오징어 (I. argentinus)
- 유럽일렉스오징어 (I. coindetii)
- 캐나다일렉스오징어 (I. illecebrosus)
- 아메리카일렉스오징어 (I. oxygonius)